# Apoxestia
Apoxestia là một chi bướm đêm thuộc họ Noctuidae.

## Các loài
- Apoxestia euchroa Dognin, 1912[1]